# معمای روباه و غاز و کیسه لوبیا
معمای روباه و غاز و کیسه لوبیا (Fox, goose and bag of beans puzzle) یک مسئله کلاسیک در هوش مصنوعی است. این مسئله نمونه ای از مسائل ارضای محدودیت می‌باشد.
یک کشاورز می‌خواهد یک روباه، یک غاز و یک کیسه لوبیا را از یک طرف رودخانه به طرف دیگر رودخانه ببرد، ولی قایق او فقط برای خودش و یکی از آنها جا دارد. اگر روباه و غاز تنها باشند، روباه غاز را خواهد خورد و اگر غاز و لوبیا تنها باشند، غاز لوبیا را خواهد خورد.
این مسئله به صورت معمای گرگ و گوسفند و کلم (wolf-sheep-cabbage problem) نیز تعریف شده است.
این سه مسئله یعنی معمای زن و شوهرهای حسود، معمای کشیش‌ها و آدمخوارها و 'معمای روباه و غاز و کیسه لوبیا' به مسائل ردشدن از رودخانه معروف هستند.

## راه حل
1. ابتدا غاز را به طرف دیگر می‌برد.
2. سپس روباه را به طرف دیگر می‌برد و غاز را برمی‌گرداند.
3. لوبیا را به طرف دیگر می‌برد.
4. خالی بر می‌گردد.
5. در آخر غاز را به طرف دیگر می‌برد